# Cyanoplax thomasi
Cyanoplax thomasi is een keverslakkensoort uit de familie van de Lepidochitonidae. De wetenschappelijke naam van de soort is voor het eerst geldig gepubliceerd in 1898 door Pilsbry.